# مروت
مروت (به انگلیسی: Marot) یک شهر در پاکستان است که در بهاولنگر، پاکستان واقع شده‌است. مروت ۲۸۰٬۰۰۰ نفر جمعیت دارد.